# Joel Meyerowitz
Joel Meyerowitz (New York, 6 marzo 1938) è un fotografo statunitense, specializzato in fotografia di strada, ritratti e paesaggi. Iniziò a fotografare a colori nel 1962 e fu uno dei primi sostenitori dell'uso del colore in un periodo in cui c'era una significativa resistenza all'idea della fotografia a colori come arte seria. Nei primi anni '70 insegnò fotografia alla Cooper Union di New York City.
Il suo lavoro è nelle collezioni dell'International Center of Photography, del Museum of Modern Art e della New York Public Library tutte a New York e del Museum of Contemporary Photography di Chicago.

## Carriera
Nel 1962, ispirato nel vedere Robert Frank al lavoro, Meyerowitz lasciò il suo lavoro come art director di un'agenzia pubblicitaria e andò per le strade di New York City con una fotocamera da 35 mm e una pellicola in bianco e nero. Garry Winogrand, Tony Ray-Jones, Lee Friedlander, Tod Papageorge e Diane Arbus stavano fotografando lì nello stesso periodo. Meyerowitz fu ispirato da Henri Cartier-Bresson, Robert Frank e Eugène Atget, disse: "Nel pantheon dei grandi c'è Robert Frank e c'è Atget".
Dopo essersi alternato tra bianco e nero e colore, Meyerowitz "adottò definitivamente il colore" nel 1972, ben prima della promozione di John Szarkowski nel 1976 della fotografia a colori in una mostra di lavori dell'allora poco noto William Eggleston. Meyerowitz, sempre in questo periodo passò al formato di grandi dimensioni, spesso utilizzando una fotocamera 8 × 10 per produrre fotografie di luoghi e persone.
Meyerowitz appare ampiamente nella serie documentaria del 2006 della BBC Four The Genius of Photography e nel documentario del 2013 Finding Vivian Maier. Nel 2014 fu pubblicato il documentario Sense of Time del regista tedesco Ralph Goertz.
È autore di 16 libri tra cui Cape Light, considerata una classica opera di fotografia a colori. Meyerowitz fotografò le conseguenze dell'attacco dell'11 settembre 2001 al World Trade Center e fu l'unico fotografo autorizzato all'accesso illimitato al Ground Zero immediatamente dopo l'attacco. Ciò sfociò nel suo libro Aftermath: World Trade Center Archive (2006), la cui edizione del 2011 Parr e Badger includono nel terzo volume della loro storia del libro fotografico.
Il 18 gennaio 2017 Meyerowitz è stato onorato per il suo lavoro di una vita con un posto alla Leica Hall of Fame ed è stato descritto come un "mago nell'uso del colore" in grado di "catturare e incorniciare il momento decisivo".

## Vita privata
Originario del Bronx. Studiò arte, storia dell'arte e illustrazione medica alla Ohio State University, diplomandosi nel 1959. È sposato con la romanziera inglese Maggie Barrett. Oltre alla loro casa a New York, hanno una residenza fuori Siena, in Italia.

## Pubblicazioni

### Pubblicazioni di Meyerowitz
- Cape Light: Color Photographs by Joel Meyerowitz.
  - Boston: Museum of Fine Arts, Boston, 1979. ISBN 0-87846-132-9, ISBN 0-87846-131-0.
  - New York: Aperture Foundation, 2015. ISBN 978-1-59711-339-7. Con una trascrizione di un'intervista tra Meyerowitz e Bruce K. MacDonald. "Remastered".[15]
- St. Louis and the Arch. New York: New York Graphic Society, 1980. ISBN 0-82121-093-9.
- Wild Flowers. Boston: Bulfinch, 1983. ISBN 0-82121-528-0.
- A Summer's Day. New York: Crown, 1985. ISBN 0-81291-182-2.
- Creating a Sense of Place. Washington, DC: Smithsonian Institution Press, 1990. ISBN 1560980044.
- Redheads. New York, NY: Rizzoli, 1991. ISBN 0-84781-419-X.
- Bay/Sky. Boston: Bulfinch, 1993. ISBN 0-82122-037-3.
- At the Water's Edge. Boston: Bulfinch, 1996. ISBN 0-82122-310-0.
- Joel Meyerowitz. Text by Colin Westerbeck. 55. London: Phaidon, 2001. ISBN 0-7148-4021-1.
- Tuscany: Inside the Light. New York: Barnes & Noble, 2003. ISBN 1-40274-321-1.
- Aftermath
  - Aftermath. London: Phaidon, 2006. ISBN 0-71484-655-4.
  - Aftermath: World Trade Center Archive. London: Phaidon, 2011. ISBN 0-71486-212-6.
- Out of the Ordinary 1970-1980. Rotterdam: Episode, 2007. ISBN 90-5973-067-4.
- Legacy: The Preservation of Wilderness in New York City Parks. New York: Aperture, 2009. ISBN 1-59711-122-8.
- Between the Dog and the Wolf. Kamakura, Japan: Super Labo, 2013. ISBN 978-4905052616. Edition of 500 copies.
- Joel Meyerowitz - Retrospective. Cologne / New York: Koenig Books / Distributed Art Publishers, 2014. ISBN 978-3-86335-588-3.
- Glimpse. Tokyo: Super Labo, 2014. ISBN 978-4-905052-73-9. Edizione di 1000 copie.
- Out of the Darkness: Six months in Andalusia 1966~1967. Madrid: La Fábrica, 2018. ISBN 9788417048433.
- Where I Find Myself. Text by Colin Westerbeck. London: Laurence King Publishing, 2018. ISBN 978-1786271860
- The Pleasure of Seeing. Conversations with Joel Meyerowitz on Sixty Years in the Life of Photography. Bologna: Damiani Books. ISBN 9788862087933.

### Pubblicazioni con contributi di Meyerowitz
- Bystander: A History of Street Photography. Con Colin Westerbeck.
  - Bystander: A History of Street Photography. Boston: Bulfinch, 1994. ISBN 0-82121-755-0. Copertina rigida.
  - Bystander: a History of Street Photography: con una nuova postfazione sulla fotografia di strada dagli anni '70. Boston: Bulfinch, 2001. 440 pagine. ISBN 0-8212-2726-2. Brossura.
- Street Photography Now. London: Thames & Hudson, 2010. ISBN 978-0-500-54393-1 (Brossura). London: Thames & Hudson, 2011. ISBN 978-0-500-28907-5 (Brossura). A cura di Sophie Howarth e Stephen McLaren.

## Premi
- Premio International Award of Photography 2018 - Friuli Venezia Giulia Fotografia
- Guggenheim Fellow (due volte)[16]
- Premio National Endowment for the Arts[16]
- Premio National Endowment for the Humanities[17]
- Deutscher Fotobuchpreiz (il premio per il fotolibro tedesco) per Aftermath[18]
- The Royal Photographic Society's Centenary Medal and Honorary Fellowship (HonFRPS) come riconoscimento del duraturo, significativo contributo all'arte della fotografia nel 2012.[17]

## Mostre
- 2012: Joel Meyerowitz - 50 Years of Photographs Part I: 1962 - 1977, Novembre–Dicembre 2012;[19] e Joel Meyerowitz - 50 Years of Photographs Part II: 1976 - 2012, dicembre 2012 – gennaio 2013,[20] Howard Greenberg Gallery, New York.
- 2014: Joel Meyerowitz Retrospettiva, NRW-Forum Düsseldorf, curata da Ralph Goertz,[21]
- 2015: Joel Meyerowitz - Retrospettiva, KunstHausWien, curata da Verena Kaspar-Eisert[22]
- 2018: Joel Meyerowitz -  Prendendomi tempo, curata da Arianna Rinaldo - Chiesa di San Lorenzo, San Vito al Tagliamento

## Collezioni
- International Center of Photography, New York[23]
- Museum of Contemporary Photography, Chicago[24]
- Museum of Modern Art, New York – Photography Collection[25]
- New York Public Library, New York – Photography Collection[26]